# حارة الجامع الكبير (صنعاء القديمة)
حارة الجامع الكبير هي إحدى حارات مدينة صنعاء القديمة، بلغ تعداد سكانها 2387 نسمة حسب تعداد اليمن لعام 2004.